# Kościół Narodzenia Najświętszej Maryi Panny w Racięcicach
Kościół Narodzenia Najświętszej Maryi Panny w Racięcicach – rzymskokatolicki kościół parafialny należący do parafii pod tym samym wezwaniem (dekanat sompoleński diecezji włocławskiej).
Obecna murowana świątynia została zbudowana w 1900 roku i ufundowana przez Zofię Słubicką. Konsekrowana została w 1901 roku. Budowla jest orientowana, wzniesiona została w stylu neogotyckim, składa się z trzech naw oraz wieży. W 1967 roku świątynia została częściowo zniszczona przez pożar. W 1970 roku została odbudowana wieża, natomiast w 1989 roku została w całości wyremontowana i pokryta nową blachą ocynkowaną. W 1999 roku po raz kolejny zmieniono pokrycie dachu nad kaplicą i zakrystią z blachy ocynkowanej na blachę aluminiową, a także naprawiono rynny i rury spustowe. W 2008 roku zostały wyremontowane: wieża i ściana północna. Kościół zachował się w dobrym stanie.
W neogotyckim ołtarzu znajduje się gotycka rzeźba Matki Boskiej z Dzieciątkiem z około 1430 roku. Ponadto we wnętrzu znajdują się rokokowe rzeźby św. Marka i św. Mateusza oraz figura Chrystusa Zmartwychwstałego pochodząca prawdopodobnie z XVI wieku. 